# Jan Ceulemans
Jan Ceulemans (Lier, 1957. február 28. –) Európa-bajnoki ezüstérmes, világbajnoki negyedik belga labdarúgó, edző.
96 szereplésével belga válogatottsági rekorder. A Pelé által összeállított, a jelenkor 125 legnagyobb játékosát tartalmazó FIFA 100 listán is szerepel.

## Pályafutása

### Klubcsapatban
Pályafutását 1974-ben a Lierse csapatában kezdte, ahol négy szezont töltött. 1978-ban Club Brugge igazolta le, melynek színeiben 14 éven keresztül játszott. Ezalatt a bajnokságot három, a belga kupát két, a belga szuperkupát pedig hat alkalommal nyerte meg csapatával. Belgiumban háromszor választották meg az év labdarúgójának. 
1980 nyarán közel állt ahhoz, hogy az AC Milan játékosa legyen, de végül meggondolta magát és nem szerződött Olaszországba.

### Válogatottban
1977 és 1991 között 96 alkalommal szerepelt a belga válogatottban és 23 gólt szerzett. Az 1980-as Európa-bajnokságon a döntőig jutott csapatával, de ott 2–1 arányban alulmaradtak a németekkel szemben. Emellett részt vett az 1982-es világbajnokságon, az 1984-es Európa-bajnokságon és az 1986-os világbajnokságon, ahol a Szovjetunió elleni nyolcaddöntőben és a Spanyolország elleni negyeddöntőben is betalált. Az 1990-es világbajnokságon Uruguay ellen volt eredményes.

## Sikerei, díjai

### Klubcsapatban
- Belga bajnok: 1980, 1988, 1990, 1992
- Belga kupagyőztes: 1986, 1991
- Belga szuperkupa-győztes: 1980, 1986, 1988, 1990, 1991
- Belga gólkirály: 1980, 1985, 1986
- Az év játékosa Belgiumban: 1984, 1985, 1986

### Válogatottban
- Európa-bajnokság
  - ezüstérmes: 1980, Olaszország
- Világbajnokság
  - 4. helyezett: 1986, Mexikó